# Susanne Riesch
Pour les articles homonymes, voir Riesch.
Susanne Riesch, née le 8 décembre 1987 à Garmisch-Partenkirchen, est une skieuse alpine allemande, sa sœur Maria Riesch est également skieuse alpine.
Elle est spécialiste du slalom.

## Carrière
Riesch prend part à trois éditions des Championnats du monde junior entre 2004 et 2017, obtenant comme meilleur résultat une cinquième place en slalom en 2007 à Flachau. En 2007, elle obtient aussi une sélection pour les Championnats du monde élite, où elle ne parvient à compléter le slalom. En 2008, elle remporte sa seule manche de Coupe d'Europe à Melchsee-Frutt en slalom. Auparavant, elle a fait ses débuts dans la Coupe du monde à Ofterschwang en février 2006 et marqué ses premiers points lors de sa deuxième course, en ouverture de la saison suivante, en accrochant une cinquième place à Levi. Après de multiples échecs (abandons ou non-qualifications), elle fait son retour dans les points en 2008, puis dans le top dix en 2009.
Elle s'affirme comme étant l'une des meilleures slalomeuses mondiales, après deux quatrièmes places, en terminant 3e du slalom d'Åre le 13 décembre 2009, ce qui représente son premier podium en Coupe du monde. En janvier 2010, elle atterrit de nouveau sur le podium en arrivant troisième du slalom de Zagreb. Aux Jeux olympiques d'hiver de 2010, à Vancouver, elle ne parvient pas à finir la deuxième manche de slalom.
Susanne Riesch est victime d'une blessure pendant un entraînement de préparation à la saison 2011-2012. L'Allemande doit se faire opérer d'une rupture d'un ligament croisé à un genou, ce qui la, prive de compétition durant l'ensemble de la saison. Riesch est toujours écartée de la compétition l'année suivante.
Elle marque de nouveau des points lors de la saison 2013-2014, mais elle décide d'arrêter le sport de haut niveau lors de la saison suivante.

## Palmarès

### Jeux olympiques d'hiver
| Épreuve / Édition | Slalom  | Slalom géant |
| JO 2010 Vancouver | Abandon |              |

### Championnats du monde
| Épreuve / Édition | Aare 2007 | Val d'Isère 2009 | Garmisch Partenkirchen 2011 |
| Slalom            | Abandon   | Abandon          | Abandon                     |

| Épreuve / Édition | Maribor 2004 | Mt Saint-Anne 2006 | Flachau 2007 |
| Slalom géant      | Abandon      | Abandon            | -            |
| Slalom            | 17e          | Abandon            | 5e           |

### Coupe du monde
- Meilleur classement général : 41e en 2009.
- 2 podiums.

#### Classements en coupe du monde
| Année/Classement | Année/Classement | Général | Général | Descente | Descente | Super G | Super G | Slalom géant | Slalom géant | Slalom | Slalom | Combiné | Combiné |
| ---------------- | ---------------- | ------- | ------- | -------- | -------- | ------- | ------- | ------------ | ------------ | ------ | ------ | ------- | ------- |
| Année/Classement | Année/Classement | Class.  | Points  | Class.   | Points   | Class.  | Points  | Class.       | Points       | Class. | Points | Class.  | Points  |
| 2007             | 2007             | 89e     | 45      | -        | -        | -       | -       | -            | -            | 30e    | 45     | -       | -       |
| 2008             | 2008             | 81e     | 41      | -        | -        | -       | -       | -            | -            | 33e    | 41     | -       | -       |
| 2009             | 2009             | 47e     | 143     | -        | -        | -       | -       | -            | -            | 16e    | 133    | 38e     | 10      |
| 2010             | 2010             | 25e     | 270     | -        | -        | -       | -       | -            | -            | 7e     | 270    | -       | -       |
| 2011             | 2011             | 41e     | 161     | -        | -        | -       | -       | -            | -            | 13e    | 146    | -       | -       |
| 2014             | 2014             | 91e     | 26      | -        | -        | -       | -       | -            | -            | 36e    | 26     | -       | -       |

#### Performances générales
Riesch a pris part à 58 épreuves de coupe du monde.
| Résultat  | Descente | Super G | Slalom géant | Slalom | Combiné | City Event | Total |
| 1re place | 0        | 0       | 0            | 0      | 0       | 0          | 0     |
| 2e place  | 0        | 0       | 0            | 0      | 0       | 0          | 0     |
| 3e place  | 0        | 0       | 0            | 2      | 0       | 0          | 2     |
| Top 10    | 0        | 0       | 0            | 12     | 0       | 1          | 13    |
| Points    | 0        | 0       | 0            | 22     | 2       | 1          | 25    |
| Autres    | 0        | 0       | 4            | 29     | 0       | 0          | 33    |
| Départs   | 0        | 0       | 4            | 51     | 2       | 1          | 58    |

### Coupe d'Europe
- 2 podiums, dont 1 victoire.

### Championnats d'Allemagne
- Vainqueur du slalom géant en 2010.
- Vainqueur du super-combiné en 2011.